# Carlos Nieto
Carlos Nieto Herrero (Zaragoza, Aragón, España, 6 de mayo de 1996), conocido deportivamente como simplemente Nieto, es un futbolista español que juega como defensa en el Real Zaragoza de la Segunda División de España.

## Trayectoria
Formado en las categorías inferiores del Real Zaragoza, realiza la pretemporada en verano de 2014 con el primer equipo blanquillo debido a la falta de jugadores aun estando todavía en edad de juvenil, durante el verano disputa varios encuentros amistosos. Habiendo jugado algún partido en Tercera División con el Real Zaragoza "B" la temporada anterior, formaría definitivamente parte del filial desde ese verano. Debutó con el primer equipo el 14 de septiembre de 2014 en el encuentro de liga contra el Sabadell en La Romareda. Saldría al campo como titular en el once con el dorsal número 32 en la posición de interior izquierdo por delante del lateral Diego Rico, quien tuvo que ser sustituido en el minuto diecinueve, y cuya posición ocuparía después Nieto, no obstante, en la segunda parte Carlos  Nieto sufriría también molestias por lo que tuvo que ser sustituido en el minuto cincuenta y nueve por Leandro Cabrera.
El 1 de agosto de 2018 renovó con el Real Zaragoza por cuatro años tras una buena pretemporada con el primer equipo, pasando a todos los efectos a ser jugador del mismo.
En la temporada 2018-19, incorporado ya a la primera plantilla y compitiendo en Segunda División, disputa 25 partidos anotando un gol.
En la temporada 2019-20, juega 40 partidos de liga, anotando un gol. Además juega 2 partidos de promoción de ascenso contra el Elche, pero el Real Zaragoza es eliminado y no sube a Primera División. 
En la temporada 2020-21, disputa 33 partidos. El 13 de marzo de 2020, amplía su contrato hasta 2024.
En la temporada 2021-22, juega 18 partidos. 
En la temporada 2022-23, disputa 24 encuentros. Al finalizar la temporada, el 30 de junio de 2023 se anuncia la ampliación de su contrato hasta 2025.
El 10 de septiembre de 2023, en un partido de la jornada 5 contra el Cartagena, sufrió una grave lesión muscular. Se le diagnosticaría una avulsión del tendón proximal de la musculatura isquiotibial, por lo que el jugador dijo adiós a la temporada.
El 21 de septiembre de 2024, tras más de un año fuera de los terrenos de juego, vuelve a jugar con el Real Zaragoza en un partido contra el Levante UD.

## Clubes
| Club             | País   | Año           |
| ---------------- | ------ | ------------- |
| Deportivo Aragón | España | 2013-2018     |
| Real Zaragoza    | España | 2018-presente |